# Гоцеделчевски манастир
Гоцеделчевският манастир „Света Богородица Живоприемний източник“ е български женски манастир, подчинен на Неврокопската епархия на Българската православна църква. Обявен е за паметник на културата с местно значение.

## Местоположение
Намира се в Южен Пирин, на около 2 километра югозападно от град Гоце Делчев на пътя за село Делчево.Пътят до манастира е популярен маршрут за разходки през почивните дни за жителите и гостите на град Гоце Делчев.

## История
Католиконът на манастира е построен върху основите на по-стара църква, от която са запазени колони, капители и фрагменти от изваян мраморен фриз. Според каменната плоча над входа на храма възстановяването на манастира започва на 1 март 1888 година, като първоначално са изградени каменна стена и чешма. Изграждането на манастирската църква заедно със стаи за поклонници започва през 1898 година, а храмът е осветен през юли 1901 година. Зад църквата са разположени монашески килии. В османско време до 1912 г. доходите от имотите на манастира се използват за поддръжка на училищата в града.
В 1913 година по време на Междусъюзническата война в манастира влизат гръцки части. При отстъплението им църквата е ограбена, като са изнесени всички икони и цялата църковна утвар.
През 1949 г. килиите и помещенията за поклоници са унищожени от пожар. През март 1998 година става женски манастир.
В храма се съхраняват 42 ценни икони от XIX и XX век.
Празникът на манастира е Светли петък – Богородица Животворящ източник или Малък Великден. Втори празник е Свети Пантелеймон на 27 юли. През последните години е установена традиция в храма да се отбелязва празникът Пренасяне мощите на Свети Йоан Златоуст, като в навечерието му, на 26-ти януари, се извършва всенощно бдение.